# 勧修寺藤子
勧修寺 藤子（かじゅうじ ふじこ、寛正5年8月26日（1464年9月27日） - 天文4年1月11日（1535年2月13日））は、後柏原天皇の典侍で、後奈良天皇の国母。女院。院号は豊楽門院（ぶらくもんいん）。

## 経歴
寛正5年（1464年）、准大臣・勧修寺教秀の娘として誕生。母は飛鳥井雅永の娘。姉の勧修寺房子が後土御門天皇の典侍として女子を儲け、更に勝仁親王（のちの後柏原天皇）の養育を任されていた縁により、文明16年（1484年）、勝仁親王に上臈（後に典侍）として入内する。
文明18年（1486年）に覚鎮女王、明応2年（1493年）に皇子（夭折）、明応5年（1496年）に知仁（のちの後奈良天皇）、永正元年（1504年）に尊鎮入道親王を生んだ。この間の明応9年（1500年）に勝仁親王が践祚するにあたり、同年10月21日付で「御阿茶之局」に「藤子」の名が与えられて従五位下が授けられたことが文章博士東坊城和長の『和長卿記』に見える。
大永6年（1526年）、後柏原天皇崩御に際して髪を降ろして「東洞院殿」と称せられるようになる。4月29日の後奈良天皇践祚に合わせて准三后に叙せられ、5月20日には准后宣下を受けた（『二水記』・『実隆公記』）。
天文4年（1535年）正月11日、薨去。翌日、豊楽門院の院号が宣下されたのち発喪された。